# Bookends
Bookends és el quart àlbum de Simon and Garfunkel, publicat el 3 d'abril de 1968 per la discogràfica Columbia, i produït per Paul Simon, Roy Halee i Art Garfunkel.
Les cançons de la cara A de l'àlbum segueixen una concepte unificat, l'exploració d'un viatge de la vida des de la infància fins a la vellesa, mentre que la cara B contenia cançons destinades a la banda sonora The Graduate però que finalment no s'hi van incloure.
Bookends va ser aconseguir enfilar-se fins a la primera posició de les llistes Billboard americanes d'àlbums pop, així com al Regne Unit. Se'n van editar quatre senzills: A Hazy Shade of Winter, At the Zoo, Fakin 'It i Mrs Robinson, que van aconseguir les posicions #13, #16, #23 i #1, respectivament.
El 2003, el cadena de televisió VH1 va considerar Bookends com el 93è millor àlbum de tots els temps. El 2003, l'àlbum va ocupar el lloc número 233 a la llista dels 500 millors discs de tots els temps segons la revista Rolling Stone, i el 234 en 2012.

## Llista de cançons
Totes les cançons foren escrites i compostes per Paul Simon, excepte on es denoti el contrari. 
| 1. | «Bookends Theme»                                  | 0:32 |
| 2. | «Save the Life of My Child»                       | 2:49 |
| 3. | «America»                                         | 3:34 |
| 4. | «Overs»                                           | 2:14 |
| 5. | «Voices of Old People» (Paul Simon/Art Garfunkel) | 2:36 |
| 6. | «Old Friends»                                     | 2:36 |
| 7. | «Bookends Theme»                                  | 1:16 |

| 1. | «Fakin' It»              | 3:14 |
| 2. | «Punky's Dilemma»        | 2:10 |
| 3. | «Mrs. Robinson»          | 4:02 |
| 4. | «A Hazy Shade of Winter» | 2:17 |
| 5. | «At the Zoo»             | 2:21 |

| 13. | «You Don't Know Where Your Interest Lies» | 2:19 |
| 14. | «Old Friends (Demo)»                      | 2:11 |

## Artistes
- Paul Simon: veu, guitarra, productor
- Art Garfunkel: veu, productor

- Hal Blaine: bateria, percussió
- Joe Osborn: baix
- Larry Knechtel: piano, teclats
- John Simon: assistent de producció
- Roy Halee: productor, enginyer
- Jimmie Haskell: arranjaments
- Bob Johnston: assistent de producció
- Richard Avedon: fotografia de la portada
- Robert Honablue: enginyer

## Posició a les llistes
| Chart (1968)            | Peak position |
| ----------------------- | ------------- |
| Australian Albums Chart | 3             |
| French Album Charts     | 3             |
| German Album Charts     | 40            |
| UK Album Charts         | 1             |
| US Album Charts         | 1             |